# Jack Gallagher (wrestler)
Oliver Westfield Claffey (Manchester, 19 febbraio 1990) è un wrestler inglese.
Claffey è noto per i suoi trascorsi nella WWE tra il 2016 e il 2020, dove lottava come Gentleman Jack Gallagher o semplicemente Jack Gallagher. Egli ha combattuto anche nella Futureshock Wrestling e in Grand Pro Wrestling, dove ha vinto rispettivamente il FSW Championship e il GPW British Championship. Ha vinto inoltre il Futureshock Tag Team Championship con Alex Cyanide.

## Biografia
Jack Gallagher è stato allenato da Alex Shane e dallo staff della Futureshock. Gallagher ha fatto il suo debutto il 4 novembre del 2006 usando il ringname Jack Toxic al Futureshock #11 in coppia con Alex Cyanide, Danny Hope e Kris Travis e sconfiggendo El Ligero, Charity, Faith e Jamal Lewis.

## Carriera

### WWE (2016–2020)

#### Cruiserweight Classic (2016)
Gallagher ha partecipato al torneo indetto dalla WWE, il Cruiserweight Classic. Il 23 giugno Gallagher ha affrontato e sconfitto Fabian Aichner nei sedicesimi di finale, mentre negli ottavi del 14 luglio è stato eliminato da Akira Tozawa.

#### Debutto aRaw, opportunità titolate e varie faide (2016–2017)

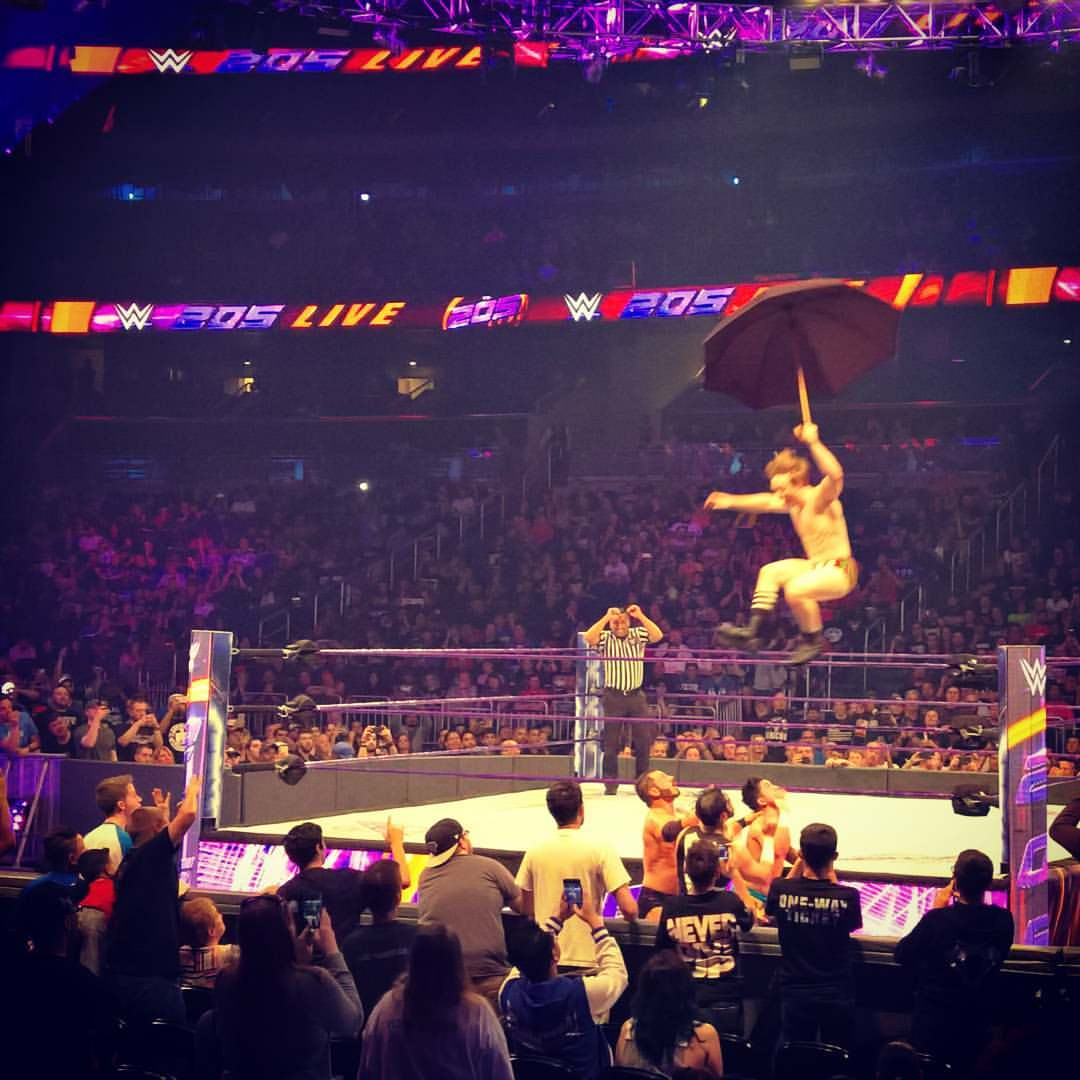
Gallagher mentre si lancia dal paletto con il suo ombrello, da lui chiamato "William III"

Il 5 settembre del 2016, nonostante la sconfitta nel torneo del Cruiserweight Classic, Gallagher è entrato a far parte della divisione Cruiserweight del roster di Raw. Il suo debutto è avvenuto il 29 novembre nella prima puntata di 205 Live, lo show dedicato all'intera divisione Cruiserweight, dove ha sconfitto senza problemi Ariya Daivari. Gallagher ha fatto il suo debutto a Raw il 5 dicembre sconfiggendo nuovamente Ariya Daivari. Nella puntata di 205 Live del 6 dicembre Gallagher è stato sconfitto da Ariya Daivari, incassando la sua prima sconfitta. Nella puntata di Raw del 12 dicembre è intervenuto per distrarre Ariya Daivari nel suo match contro Lince Dorado, causando però la vittoria per squalifica dello stesso Daivari. Nella puntata di 205 Live del 13 dicembre Gallagher ha sconfitto Drew Gulak. Il 14 dicembre a Tribute to the Troops Gallagher, TJ Perkins e il WWE Cruiserweight Champion Rich Swann hanno sconfitto Drew Gulak, The Brian Kendrick e Tony Nese. Nella puntata di 205 Live del 3 gennaio 2017 Gallagher ha sconfitto Tony Nese per squalifica a causa dell'intervento di Ariya Daivari ai suoi danni. Nella puntata di Raw del 9 gennaio Gallagher ha sconfitto Drew Gulak. Nella puntata di 205 Live del 17 gennaio Gallagher ha sconfitto Ariya Daivari nel primo "I Forfait" match della storia. Nella puntata di Raw del 23 gennaio Gallagher, TJ Perkins e Mustafa Ali hanno sconfitto Ariya Daivari, Drew Gulak e Tony Nese. Il 29 gennaio Gallagher ha partecipato al Royal Rumble match dell'omonimo pay-per-view entrando col numero 5 ma è stato comicamente eliminato da Mark Henry. Nella puntata di 205 Live del 31 gennaio Gallagher e Cedric Alexander hanno sconfitto il WWE Cruiserweight Champion Neville e Noam Dar. Nella puntata di Raw del 6 febbraio Jack, Cedric Alexander e TJ Perkins hanno sconfitto Neville, Noam Dar e Tony Nese. Nella puntata di 205 Live del 7 febbraio Gallagher, dopo aver aggiunto il suffisso Gentleman al suo ringname, ha vinto un Fatal 5-Way Elimination match che comprendeva anche Cedric Alexander, Mustafa Ali, Noam Dar e TJ Perkins, diventando il contendente n°1 al WWE Cruiserweight Championship di Neville a Fastlane; Gallagher ha eliminato per ultimo TJ Perkins, aggiudicandosi la contesa. Nella puntata di Raw del 13 febbraio Gallagher ha sconfitto Noam Dar. Nella puntata di 205 Live del 21 febbraio Gallagher ha sconfitto Tony Nese. Nella puntata di Raw del 27 febbraio Gallagher e TJ Perkins hanno sconfitto Neville e Tony Nese. Il 5 marzo, a Fastlane, Gallagher ha affrontato Neville per il WWE Cruiserweight Championship ma è stato sconfitto. Nella puntata di Main Event del 10 marzo Gallagher e Mustafa Ali hanno sconfitto Noam Dar e Tony Nese. Nella puntata di 205 Live del 14 marzo Gallagher e Rich Swann sono stati sconfitti da Ariya Daivari e Noam Dar. Nella puntata di Main Event del 17 marzo Gallagher è stato sconfitto da Noam Dar. Nella puntata di Main Event del 24 marzo Gallagher e Gran Metalik hanno sconfitto Ariya Daivari e Noam Dar. Nella puntata di Raw del 27 marzo Gallagher è stato sconfitto da Neville. Nella puntata di 205 Live del 4 aprile Gallagher ha partecipato ad un Fatal 4-Way match che comprendeva anche Austin Aries, Mustafa Ali e TJ Perkins per determinare il contendente n°1 al WWE Cruiserweight Championship di Neville ma il match è stato vinto da Aries. Nella puntata di 205 Live dell'11 aprile Gallagher è stato sconfitto da TJ Perkins. Nella puntata di Raw del 17 aprile Gallagher è stato sconfitto da TJ Perkins. Nella puntata di Raw del 24 aprile Jack e Austin Aries hanno sconfitto Neville e TJ Perkins. Nella puntata di 205 Live del 25 aprile Jack è stato sconfitto da Neville. Nella puntata di NXT del 26 aprile Gallagher ha affrontato Tyler Bate per il WWE United Kingdom Championship ma è stato sconfitto, fallendo l'assalto al titolo. Nella puntata di Raw del 1º maggio Gallagher, Akira Tozawa e Rich Swann hanno sconfitto The Brian Kendrick, Noam Dar e Tony Nese. Nella puntata di Raw dell'8 maggio Gallagher è stato sconfitto da TJ Perkins. Nella puntata di Raw del 15 maggio Gallagher e Austin Aries sono stati sconfitti da Neville e TJP. Nella puntata di Raw del 29 maggio Gallagher e Austin Aries hanno sconfitto Neville e TJP. Nella puntata di 205 Live del 20 giugno Gallagher è stato sconfitto da Tony Nese. Nella puntata di 205 Live del 27 giugno Gallagher ha sconfitto The Brian Kendrick per squalifica a causa della brutalità di quest'ultimo. Nella puntata di 205 Live del 4 luglio Gallagher ha sconfitto Tony Nese. Nella puntata di Raw del 17 luglio Gallagher e Mustafa Ali hanno sconfitto The Brian Kendrick e Drew Gulak. Nella puntata di 205 Live del 1º agosto Gallagher è stato sconfitto da The Brian Kendrick per squalifica. Nella puntata di 205 Live del 29 agosto Gallagher è stato sconfitto da The Brian Kendrick in un No Disqualification match.

#### Alleanza con The Brian Kendrick (2017–2018)
Nella puntata di 205 Live del 12 settembre Gallagher è intervenuto nel match tra The Brian Kendrick e Cedric Alexander attaccando quest'ultimo (dandogli la vittoria per squalifica su Kendrick) ed effettuando un turn heel; successivamente, Gallagher ha stretto la mano a Kendrick. Nella puntata di 205 Live del 19 settembre Gallagher ha nuovamente attaccato Cedric Alexander assieme a The Brian Kendrick al termine del match tra lo stesso Kendrick e Alexander (vinto da quest'ultimo). Nella puntata di 205 Live del 3 ottobre Gallagher ha sconfitto Cedric Alexander per squalifica dopo essere stato colpito da Alexander con il suo stesso ombrello. Nella puntata di Raw del 9 ottobre Gallagher e The Brian Kendrick hanno sconfitto Cedric Alexander e Mustafa Ali. Nella puntata di Raw del 16 ottobre Gallagher è stato sconfitto da Cedric Alexander. Nella puntata di 205 Live del 17 ottobre Gallagher è stato sconfitto da Rich Swann per squalifica a causa dell'intervento di The Brian Kendrick. Il 22 ottobre, a TLC: Tables, Ladders & Chairs, Gallagher e The Brian Kendrick sono stati sconfitti da Cedric Alexander e Rich Swann. Nella puntata di 205 Live del 7 novembre Gallagher è stato sconfitto da Kalisto. Nella puntata di 205 Live del 14 novembre Gallagher e The Brian Kendrick sono stati sconfitti da Cedric Alexander e Rich Swann in un Tornado Tag Team match. Nella puntata di 205 Live del 28 novembre Gallagher è stato sconfitto per la seconda volta da Kalisto. Nella puntata di 205 Live del 12 dicembre Gallagher è stato sconfitto per la terza volta da Kalisto. Nella puntata di Main Event del 13 dicembre Gallagher e The Brian Kendrick sono stati sconfitti da Akira Tozawa e Gran Metalik. Nella puntata di 205 Live del 19 dicembre Gallagher e The Brian Kendrick sono stati sconfitti da Gran Metalik e Kalisto per squalifica. Nella puntata di 205 Live del 26 dicembre Gallagher è stato sconfitto da Hideo Itami. Nella puntata di 205 Live del 23 gennaio 2018 Gallagher è stato sconfitto nuovamente da Hideo Itami. Nella puntata di Main Event del 24 gennaio Gallagher e TJP sono stati sconfitti da Gran Metalik e Kalisto. Il 28 gennaio, nel Kick-off della Royal Rumble, Gallagher, Drew Gulak e TJP sono stati sconfitti da Gran Metalik, Kalisto e Lince Dorado. Nella puntata di Main Event del 31 gennaio Gallagher, Ariya Daivari e TJP sono stati sconfitti da Gran Metalik, Kalisto e Lince Dorado. Nella puntata di 205 Live del 20 febbraio Gallagher è stato sconfitto da Mustafa Ali negli ottavi di finale di un torneo per la riassegnazione del WWE Cruiserweight Championship. Nella puntata di 205 Live del 13 marzo Gallagher ha sconfitto il jobber Murphy Myers. Nella puntata di Main Event del 14 marzo Gallagher e TJP sono stati sconfitti da Akira Tozawa e Hideo Itami. Nella puntata di Main Event del 28 marzo Gallagher, Ariya Daivari e Tony Nese sono stati sconfitti da Gran Metalik, Kalisto e Lince Dorado. Nella puntata di 205 Live del 17 aprile Gallagher e il rientrante The Brian Kendrick hanno sconfitto i jobber Kevin DeTiberus e Vinny Scalice. Nella puntata di 205 Live del 1º maggio Gallagher e The Brian Kendrick hanno sconfitto Akira Tozawa e Hideo Itami. Nella puntata di 205 Live dell'8 maggio Gallagher e The Brian Kendrick sono stati sconfitti da Gran Metalik e Lince Dorado. Nella puntata di 205 Live del 29 maggio Gallagher e The Brian Kendrick hanno sconfitto Kalisto e Lince Dorado. Il 9 giugno Gallagher ha partecipato ad un torneo per determinare il contendente n°1 al WWE United Kingdom Championship di Pete Dunne, ma dopo aver eliminato Drew Gulak negli ottavi è stato eliminato da Zack Gibson nei quarti. Nella puntata di 205 Live del 12 giugno Gallagher, The Brian Kendrick e Drew Gulak sono stati sconfitti da Gran Metalik, Kalisto e Lince Dorado. Nella puntata di 205 Live del 26 giugno Gallagher, The Brian Kendrick e Drew Gulak hanno sconfitto i Lucha House Party (Gran Metalik, Kalisto e Lince Dorado) in un Six-man Tag Team Elimination match. Nella puntata di 205 Live del 24 luglio Gallagher è stato sconfitto da Akira Tozawa.

#### Varie faide e licenziamento (2018–2020)
Nella puntata di 205 Live del 3 ottobre Gallagher attaccò The Brian Kendrick insieme a Drew Gulak segnando la fine della loro collaborazione. Nella puntata di 205 Live del 24 ottobre Gallagher è stato sconfitto da Kendrick dopo che Akira Tozawa ha impedito a Gulak d'intervenire nel match. Nella puntata di 205 Live del 14 novembre Gallagher e Gulak sono stati sconfitti da Kendrick e Tozawa. Nella puntata di 205 Live del 19 dicembre Gulak e Gallagher sono stati sconfitti ancora una volta da Tozawa e Kendrick in uno Street Fight. Nella puntata di 205 Live del 26 marzo 2019 Drew Gulak, Gentleman Jack Gallagher e Humberto Carrillo sono stati sconfitti dai Lucha House Party (Gran Metalik, Kalisto e Lince Dorado). Nella puntata di 205 Live del 9 aprile Gallagher è stato sconfitto da Humberto Carrillo per squalifica a causa dell'intervento di Drew Gulak; nel post match, Gallagher ha attaccato Gulak perché stava brutalmente colpendo Carrillo, effettuando di fatto un turn face. Nella puntata di 205 Live del 14 maggio Gallagher ha partecipato ad un Fatal 4-Way match che includeva anche Humberto Carrillo, l'NXT UK Tag Team Champion James Drake e Mark Andrews ma il match è stato vinto da Carrillo. Nella puntata di 205 Live del 21 maggio Gallagher e Humberto Carrillo hanno sconfitto i Singh Brothers (Samir Singh e Sunil Singh). Nella puntata di 205 Live del 28 maggio Gallagher è stato sconfitto da Humberto Carrillo. Nella puntata di 205 Live dell'11 giugno Gallagher è stato sconfitto da Chad Gable per count-out. Nella puntata di 205 Live del 25 giugno Gallagher ha sconfitto Mike Kanellis. Nella puntata di 205 Live del 2 luglio Gallagher, Oney Lorcan e Tony Nese hanno sconfitto Ariya Daivari, Drew Gulak e Mike Kanellis. Nella puntata di 205 Live del 9 luglio Gallagher ha sconfitto il jobber Devin Justin. Nella puntata di 205 Live del 16 luglio Gallagher è stato sconfitto per la seconda volta da Chad Gable. Nella puntata di 205 Live del 6 agosto Gallagher ha partecipato ad un Six-Pack Challenge match che comprendeva anche Akira Tozawa, Ariya Daivari, Kalisto, Oney Lorcan e Tony Nese per determinare il contendente n°1 al Cruiserweight Championship di Drew Gulak ma il match è stato vinto da Lorcan. Nella puntata di 205 Live del 10 settembre Gallagher e Kushida (appartenente ad NXT) hanno sconfitto Akira Tozawa e The Brian Kendrick. Nella puntata di 205 Live del 17 settembre Gallagher ha sconfitto The Brian Kendrick per squalifica. Nella puntata di NXT del 23 ottobre Gallagher è stato sconfitto da Angel Garza. Nella puntata di 205 Live del 15 novembre Gallagher è stato sconfitto nuovamente da Angel Garza. Nella puntata di 205 Live del 29 novembre Gallagher è stato sconfitto per la terza volta da Angel Garza. Nella puntata di NXT del 25 dicembre Gallagher è stato sconfitto da Isaiah "Swerve" Scott. Nella puntata di 205 Live del 28 febbraio 2020 Gallagher ha fatto il suo ritorno (dopo due mesi) al termine del match tra Lio Rush e Tony Nese (vinto dal primo per squalifica) sfoggiando dei nuovi tatuaggi sul suo corpo e attaccando lo stesso Rush, confermando il suo status da heel. Nella puntata di 205 Live del 13 marzo Gallagher ha preso parte al Team 205 Originals insieme a Ariya Daivari, The Brian Kendrick, Mike Kanellis e Tony Nese e hanno affrontato il Team NXT composto da Danny Burch, Isaiah "Swerve" Scott, Kushida, Oney Lorcan e Tyler Breeze venendo sconfitti. Nella puntata di 205 Live del 3 aprile Gallagher ha sconfitto Tyler Breeze. Nella puntata di 205 Live del 10 aprile Gallagher ha affrontato Oney Lorcan ma il match è terminato in no-contest. Nella puntata di NXT del 22 aprile Gallagher è stato sconfitto dal debuttante El Hijo del Fantasma nel primo turno del torneo per determinare il detentore ad interim dell'NXT Cruiserweight Championship. Nella puntata di NXT del 6 maggio Gallagher è stato sconfitto da Akira Tozawa (appartenente al roster di Raw) nel secondo turno del torneo. Nella puntata di NXT del 13 maggio Gallagher ha sconfitto Isaiah "Swerve" Scott nel terzo turno del torneo (grazie anche all'aiuto di Tony Nese). Nella puntata di 205 Live del 15 maggio Gallagher (che ha adottato nuovamente il ringname Jack Gallagher) ha sconfitto Tony Nese. Nella puntata di 205 Live del 5 giugno Gallagher è stato sconfitto da Isaiah "Swerve" Scott.
Il 20 giugno Gallagher è stato licenziato dalla WWE a causa di accuse di molestie sessuali.

## Personaggio

### Mosse finali
- Achilles lock[2] – 2016
- Crucifix armbar
- Gentleman's Dropkick (Running corner dropkick) – 2016–2020
- Hammerlock crossface chickenwing, a volte con teatralità – 2017–2020

### Soprannomi
- "The Grapler"
- "The Extraordinary Gentleman"
- "Jacky Boy"
- "The Mat Wizard"
- "Punk Rocket"

### Musiche d'ingresso
- Toreador di Adya (Circuito indipendente)
- March of the Toreadors di Georges Bizet (Cruiserweight Classic; 2016; 2017)
- Les Toréadors dei CFO$ (WWE; 2016–2017)
- Gentleman dei CFO$ (WWE; 2017–2020)

## Titoli e riconoscimenti
- Futureshock Wrestling
  - FSW Championship (2)
  - FSW Tag Team Championship (1) – con Alex Cyanide
  - FSW Trophy Tournament (2010)
- Grand Pro Wrestling
  - Gallagher's Gold Championship (1)
  - GPW British Championship (1)
- Great Bear Promotions
  - URSA Major One Night Tournament (2015)[3]
- Pro Wrestling Illustrated
  - 145º tra i 500 migliori wrestler secondo PWI 500 (2017)[4]
- Scottish Wrestling Alliance
  - Battlezone Rumble (2014)[5]
- TETSUJIN Shoot Style
  - TETSUJIN Shoot Style Tournament (2015)[6]